# Now I'll Tell One
Now I'll Tell One är en amerikansk stumfilm med Charley Chase från 1927 regisserad av James Parrott.

## Handling
Charley ska skiljas från sin fru, som berättar för en domare om hur grym han har varit mot henne. Hon säger även att han ofta varit full och våldsam. Charleys advokat försöker försvara honom, men lyckas bara få sin klient att se sämre ut.

## Om filmen
I filmen medverkar Stan Laurel och Oliver Hardy som senare kom att bli kända som komikerduon Helan och Halvan, men som här inte uppträder som duo.
Filmen i sin helhet har gått förlorad. Endast andra halvan av filmen finns bevarad, som återhittades i Prag 1990. Filmen finns inte utgiven på DVD.

## Rollista
- Charley Chase – Charley
- Edna Marion – hustrun
- Stan Laurel – advokaten
- Oliver Hardy – polis
- Lincoln Plumer – domaren
- Wilson Benge – betjänten
- May Wallace [1]